# La Estanzuela, Aquila
La Estanzuela är en ort i Mexiko.   Den ligger i kommunen Aquila och delstaten Michoacán de Ocampo, i den södra delen av landet, 500 km väster om huvudstaden Mexico City. La Estanzuela ligger 411 meter över havet och antalet invånare är 137.
Terrängen runt La Estanzuela är varierad. Runt La Estanzuela är det glesbefolkat, med 8 invånare per kvadratkilometer. Närmaste större samhälle är Aquila, 4,9 km väster om La Estanzuela. I omgivningarna runt La Estanzuela växer huvudsakligen savannskog.